# Plethodontohyla bipunctata
Espèce
Synonymes
- Mantipus bipunctatus Guibé, 1974

Statut de conservation UICN

 LC  : Préoccupation mineure
Plethodontohyla bipunctata est une espèce d'amphibiens de la famille des Microhylidae.

## Répartition

Aire de répartition de Plethodontohyla bipunctata.

Cette espèce est endémique de l'Est de Madagascar. Elle se rencontre de la réserve spéciale d'Ambatovaky jusqu'au parc national d'Andohahela. Elle est présente du niveau de la mer jusqu'à 800 m d'altitude,.

## Description
Plethodontohyla bipunctata mesure de 25 à 32 mm. Les mâles ont un seul sac vocal.

## Étymologie
Son nom d'espèce, du latin, bi, « deux », et punctatus, « tacheté », lui a été donné en référence aux deux tâches inguinales toujours présentes.

## Publication originale
- Guibé, 1974 : Batraciens nouveaux de Madagascar. Bulletin du Museum National d'Histoire Naturelle, sér. 3, Zoologie, vol. 171, p. 1169-1192 (texte intégral).